# Ilinska Planina
Ilinska Planina (makedonska: Илинска Планина) är en bergskedja i Nordmakedonien. Den ligger i den sydvästra delen av landet, 80 kilometer sydväst om huvudstaden Skopje.
I omgivningarna runt Ilinska Planina växer i huvudsak lövfällande lövskog. Runt Ilinska Planina är det mycket glesbefolkat, med 7 invånare per kvadratkilometer.